# Шехтер, Мордхе
Мо́рдхе Ше́хтер (идиш מרדכי שעכטער‎, англ. Mordkhe Schaechter; 1 декабря 1927, Черновицы, Румыния — 15 февраля 2007, Нью-Йорк) — американский лингвист-германист, лексикограф, диалектолог и педагог, специалист в области идиша.

## Биография
Ице Мордхе Шехтер родился в 1927 году в Черновицах, в ту пору в составе Румынии, в семье из Звенячина. Учился в еврейской школе там же, а после присоединения Северной Буковины к СССР в 1940 году — в советской еврейской школе № 18 с обучением на идише. В том же 1940 году его отец Биньюмен Шехтер был арестован и погиб в лагере двумя годами позже. С оккупацией Буковины румынскими войсками во время Второй мировой войны Мордхе Шехтер с матерью (Лифшей Видман) и старшей сестрой Бейлой были заключены в Черновицком гетто, в 1944 году освобождены наступающими советскими войсками и в следующем году репатриированы в Румынию.
Некоторое время изучал лингвистику в Бухарестском университете, в 1947—1951 годах находился с семьёй в лагере для перемещённых лиц в Вене, где продолжил обучение в Венском университете и там же на кафедре компаративной лингвистики защитил докторскую диссертацию по теме «Aktionen im Jiddischen: Ein sprachwissenschaftlicher Beitrag zur Bedeutungslehre des Verbums» (1951). Будучи в Вене, начал сотрудничать с Еврейским исследовательским институтом (YIVO).
В 1951 году прибыл с семьёй в США, в качестве переводчика служил в военной разведке во время Корейской войны. После демобилизации поселился в Бронксе, где вскоре с несколькими энтузиастами (среди них — крупный социолингвист Шикл (Джошуа) Фишман) создал небольшое поселение (т. н. Бэйнбриджевка), где основным языком общения был идиш, благодаря чему значительная группа детей получила возможность погрузиться в среду этого языка. Работал учителем идиша в народной школе имени Шолом-Алейхема (Шолем-Алейхем фолкшул) № 15 в Бруклине, преподавал в Еврейской теологической семинарии и Иешива-университете. В это же время продолжил работать в YIVO в качестве библиографа и корректора (1954—1956), а с 1970-х годов и до 1986 года — главного редактора основной публикации ИВО — журнала «Идише шпрах» (еврейский язык). В 1958 году основал при институте комитет по внедрению стардартной орфографии идиша. В 1957—2004 годах — главный редактор печатного органа территориалистов, журнала «Афн швэл» (на пороге). В популярных публикациях часто пользовался псевдонимом «реб Мо́тэлэ Че́рнэвицер» (רעב מאָטעלע טשערנעװיצער).
В 1961—1972 годах Мордхе Шехтер был заместителем редактора Уриэля Вайнрайха проекта Атласа языка и культуры ашкеназского еврейства (The Language and Culture Atlas of Ashkenazic Jewry), в рамках которого было собрано несколько тысяч стандартизированных лингвистико-этнографических интервью с носителями идиша из Восточной и Центральной Европы. В 1980-е годы — сотрудничал в незавершённом проекте «Большого словаря идиша» (The Great Dictionary of the Yiddish Language — דער גרױסער װערטערבוך פֿון דער ייִדישער שפּראַך).
С 1981 года и до выхода на пенсию в 1993 году преподавал в Центре исследований идиша на факультете германских языков в Колумбийском университете, затем на летнем семинаре идиша там же. В 1964 году организовал молодёжную организацию «Югнтруф» (поросль) и руководил ею до 2004 года. В 1979 году основал в Нью-Йорке Лигу идиша (League for Yiddish — ייִדיש-ליגע) и был её директором до 2004 года. В 1994 году был награждён Премией Мангера за вклад в изучение литературного идиша.
Основные труды связаны с различными вопросами лингвистики идиша, главным образом с лексикографией, планированием, социолингвистикой, стандартизацией литературного языка. На протяжении десятилетий вёл постоянную рубрику «Лайтиш мамэ-лошн» (естественный идиш) в журнале «Афн швэл», где консультировал по различным вопросам словоупотребления, грамматики и диалектологии идиша; опубликовал несколько специализированных толковых словарей идиша, в том числе ботанической, академической и гастрономической терминологии, а также терминологии, связанной с беременностью, родами и ранним развитием ребёнка; ряд работ по орфографии, многократно переиздававшийся учебник идиша для продвинутых студентов, составил обширное собрание сочинений в двух томах народного поэта и бадхена Эльокума Цунзера (1845—1913). Воспитал несколько поколений лингвистов, специализирующихся в области идиша.
Библиотека и картотека еврейской лексикографии Мордхе Шехтера хранится в Библиотеке Эйзенхауэра Университета Джонса Хопкинса.

## Монографии
- Mordche Schächter. Aktionen im Jiddischen: Ein sprachwissenschaftlicher Beitrag zur Bedeutungslehre des Verbums (Actions in Yiddish: a linguistic contribution to the theory of meaning in the verb; PhD dissertation). Phil. Diss. Венский университет (Universität Wien), 1951. — 260 с.
- דער אָרטאָגראַפֿישער װעגװײַזער — Guide to the Standardized Yiddish Orthography (пособие по стандартной орфографии идиша, совместно с Максом Вайнрайхом). Нью-Йорк: YIVO, 1961.
- The Works of Elyokum Zunser: A critical edition (Эльокум Цунзерс верк: критише ойсгабэ, в 2-х тт.). Нью-Йорк: YIVO, 1964.
- מיט אַ גוטן אַפּעטיט: רשימה גאַסטראָנאָמישע טערמינען (мит а гутн апетит! решимэ гастрономише терминен — хорошего аппетита: словарь гастрономических терминов). Нью-Йорк — Кэмден — Филадельфия: Foundation for a Living Yiddish, 1976.
- לײַטיש מאַמע-לשון (лайтиш мамэ-лошн — естественный идиш: наблюдения и рекомендации). Нью-Йорк: League for Yiddish, 1986.
- ענגליש-ייִדיש װערטערביכל פֿון אַקאַדעמישער טערמינאָלאָגיִע (English-Yiddish Dictionary of Academic Terminology). Нью-Йорк: League for Yiddish, 1988.
- טראָגן, האָבן און פֿריִיִקע קינדער-יאָרן (Pregnancy, Childbirth and Early Childhood: An English-Yiddish Dictionary). Нью-Йорк: League for Yiddish, 1991. — 196 с.
- קורס פֿון ייִדישער אָרטאָגראַפֿיִע (A Course of the Yiddish Orthography). 4-е издание. Нью-Йорк: League for Yiddish, 1996.
- דער אײנהײטלעכער ייִדישער אױסלײג מיט תּקנות פֿון ייִדישן אױסלײג (The Standardized Yiddish Orthography with The History of the Standardized Yiddish Spelling — От народного языка до культурного языка: история и правила стандартной орфографии идиша). 6-е издание. Нью-Йорк: YIVO — League for Yiddish, 1999. — 215 с.
- ייִדיש צװײ: אַ לערנבוך פֿאַר מיטנדיקע און װײַטהאַלטערס — Yiddish II: An Intermediate and Advanced Textbook. Филадельфия: Institute for the Study of Human Issues, 1986; Нью-Йорк: League for Yiddish, 1993 и 1995; 4-е издание — Нью-Йорк: League for Yiddish, 2004. — 561 с.
- די געװיקסן-װעלט אין ייִדיש (Plant Names in Yiddish: A Handbook of Botanical Terminology). Нью-Йорк: YIVO Institute for Jewish Research, 2005.— 488 с[22].
- Comprehensive English-Yiddish Dictionary. Based on the lexical research of Mordkhe Schaechter. Edited by Gitl Schaechter-Viswanath and Paul Glasser. Bloomington: Indiana University Press, 2016. — 856 pp.; 2nd edition, revised and expanded — Bloomington: Indiana University Press, 2021. — 833 pp.

## Семья
- Сестра — поэтесса Бейлэ Шехтер-Готесман[англ.] (идиш בײלע שעכטער-גאָטעסמאַן‎, 1920—2013), автор детских стихов и песен на идише. Её сын — фольклорист и журналист Ицик Нахмен Готесман (англ. Itzik Gottesman, PhD), сотрудник редакции газеты «Форвертс» (идиш), автор монографии «Defining the Yiddish Nation: The Jewish Folklorists of Poland» (2003).
- Жена — концертмейстер Чарнэ Шехтер (урождённая Сафьян; 1927—2014).
  - Дочери:
    - Эйдл (Фрумет-Эйдл) Резник (род. 1962), преподаватель идиша в Цфате;
    - Сурэ-Рухл Шехтер[англ.] (род. 1957), журналист, сотрудник редколлегии и с 2016 года главный редактор газеты «Форвертс» (идиш);
    - Гитл (Добе-Гитл) Шехтер-Вишванат[англ.] (род. 1958), поэтесса (идиш)[23].

  - Сын — композитор и хормейстер Биньюмен Шехтер[англ.] (род. 1963), основатель и дирижёр Еврейского филармонического хора[англ.] (идиш «דער ייִדישער פֿילהאַרמאָנישער פֿאָלקסכאָר»‎, англ. The Jewish People’s Philharmonic Chorus)[24][25].